# Caloptilia strictella
Caloptilia strictella är en fjärilsart som först beskrevs av Walker 1864.  Caloptilia strictella ingår i släktet Caloptilia och familjen styltmalar. Inga underarter finns listade i Catalogue of Life.